# Dolerus triplicatus
Dolerus triplicatus är en stekelart som först beskrevs av Johann Christoph Friedrich Klug 1818.  Dolerus triplicatus ingår i släktet Dolerus, och familjen bladsteklar. Enligt den finländska rödlistan är arten sårbar i Finland. Arten är reproducerande i Sverige. Artens livsmiljö är fuktiga gräsmarker, dikesrenar.